# زلزال ملاذكرد 1903
زلزال ملاذكرد 1903 هو زلزالٌ وقعَ في ملازغرد في تركيا بتاريخ 1903.